# Huferberg
Huferberg ist ein Ortsteil von Immekeppel in der Stadt Overath im Rheinisch-Bergischen Kreis in Nordrhein-Westfalen, Deutschland.

## Lage und Beschreibung
Huferberg ist ein von Wald und Feldern umgebener kleiner Hofplatz. Er ist über die Ortschaft Mittelsteeg zu erreichen, zu der eine kleine Brücke über die Sülz von der Landesstraße 284 führt (hier Lindlarer Straße genannt). Weitere Orte in der Nähe sind Brodhausen, Untergründemich, Leffelsend, und Immekeppelerteich.

## Geschichte
Alte Schriften belegen, dass Huferberg mindestens vor 300 Jahren zum Hof Niedersteg gehörte, das heute Mittelsteeg heißt. Der Ortsname Hufe ist vermutlich von Hoeve (Hof) zurückzuführen.
Nach dem Zusammenbruch der napoleonischen Administration und deren Ablösung gehörte der Ort zur Bürgermeisterei Bensberg im Kreis Mülheim am Rhein. Der Ort ist auf der Topographischen Aufnahme der Rheinlande von 1817 eingezeichnet aber nicht beschriftet. Die Preußische Uraufnahme von 1845 zeigt den Wohnplatz nicht. Ab der Preußischen Neuaufnahme von 1892 ist der Ort auf Messtischblättern regelmäßig als Huferberg verzeichnet.
Der 1845 laut der Uebersicht des Regierungs-Bezirks Cöln als Bauergut kategorisierte und als Hufe verzeichnete Ort besaß zu dieser Zeit ein Wohngebäude mit sechs Einwohnern, alle katholischen Bekenntnisses. Die Gemeinde- und Gutbezirksstatistik der Rheinprovinz führt Hufe 1871 mit drei Wohnhäusern und 18 Einwohnern auf. Im Gemeindelexikon für die Provinz Rheinland von 1888 werden für Huferberg (Hufe) drei Wohnhäuser mit 11 Einwohnern angegeben. 1895 besitzt der Ort drei Wohnhäuser mit 15 Einwohnern und gehörte konfessionell zum katholischen Kirchspiel Immekeppel, 1905 werden zwei Wohnhäuser und zwölf Einwohner angegeben.
Aufgrund § 10 des Köln-Gesetzes wurden 1975 mehrere Bensberger Außenorte in die Gemeinde Overath umgemeindet, darunter auch der Bereich um Immekeppel mit Huferberg.